# Фредериктон-Джанкшн
Фредериктон-Джанкшн (англ. Fredericton Junction) — село в Канаді, у провінції Нью-Брансвік, у складі графства Санбері.

## Населення
За даними перепису 2016 року, село нараховувало 704 особи, показавши скорочення на 6,4%, порівняно з 2011-м роком. Середня густина населення становила 29,5 осіб/км².
З офіційних мов обидвома одночасно володіли 70 жителів, тільки англійською — 595. Усього 5 осіб вважали рідною мовою не одну з офіційних, з них усі — одну з корінних мов.
Працездатне населення становило 49,5% усього населення, рівень безробіття — 13,7%.
Середній дохід на особу становив $33 349 (медіана $30 976), при цьому для чоловіків — $38 965, а для жінок $27 281 (медіани — $39 296 та $24 107 відповідно).
25,2% мешканців мали закінчену шкільну освіту, не мали закінченої шкільної освіти — 26,2%, 49,5% мали післяшкільну освіту, з яких 17,6% мали диплом бакалавра, або вищий, 10 осіб мали вчений ступінь.
| Статево-вікова структура населення | Статево-вікова структура населення | Статево-вікова структура населення | Статево-вікова структура населення | Статево-вікова структура населення |
| ---------------------------------- | ---------------------------------- | ---------------------------------- | ---------------------------------- | ---------------------------------- |
|                                    |                                    |                                    |                                    |                                    |
| Всього                             | Всього                             | 48,2%51,8%                         |                                    |                                    |
| 0 — 14 років                       | 0 — 14 років                       |                                    | 16,5%                              | 16,5%                              |
| 15 — 64 років                      | 15 — 64 років                      |                                    | 56,8%                              | 56,8%                              |
| 65 і більше                        | 65 і більше                        |                                    | 26,6%                              | 26,6%                              |
| 85 і більше                        | 85 і більше                        |                                    | 4,3%                               | 4,3%                               |
| Середній вік (років)               | Середній вік (років)               | 43,446,7                           | 45,1                               | 45,1                               |
| Медіана (років)                    | Медіана (років)                    | 45,249,7                           | 47,0                               | 47,0                               |
| — чоловіки — жінки                 |                                    |                                    |                                    |                                    |

| Походження мешканців:     | Походження мешканців:     | Походження мешканців: | Походження мешканців: | Походження мешканців: |
| ------------------------- | ------------------------- | --------------------- | --------------------- | --------------------- |
| Походження                |                           |                       | осіб                  | %                     |
| Корінні американці        | Корінні американці        |                       | 15                    | 2.56%                 |
| Інше північноамериканське | Інше північноамериканське |                       | 300                   | 51.28%                |
| Європейське               | Європейське               |                       | 385                   | 65.81%                |
| британське                | британське                |                       | 355                   | 60.68%                |
| французьке                | французьке                |                       | 125                   | 21.37%                |

## Клімат
Середня річна температура становить 5,7°C, середня максимальна – 23,7°C, а середня мінімальна – -15,1°C. Середня річна кількість опадів – 1 167 мм.
| Клімат поселення                              | Клімат поселення | Клімат поселення | Клімат поселення | Клімат поселення | Клімат поселення | Клімат поселення | Клімат поселення | Клімат поселення | Клімат поселення | Клімат поселення | Клімат поселення | Клімат поселення | Клімат поселення |
| Показник                                      | Січ.             | Лют.             | Бер.             | Квіт.            | Трав.            | Черв.            | Лип.             | Серп.            | Вер.             | Жовт.            | Лист.            | Груд.            |                  |
| Середній максимум, °C                         | −2,9             | −1,42            | 4,02             | 10,60            | 17,12            | 22,08            | 23,72            | 22,94            | 18,05            | 12,08            | 6,06             | −1,31            |                  |
| Середня температура, °C                       | −9               | −7,52            | −2,06            | 4,50             | 11,00            | 15,96            | 19,32            | 18,55            | 13,66            | 7,69             | 1,67             | −5,7             |                  |
| Середній мінімум, °C                          | −15,1            | −13,62           | −8,17            | −1,61            | 4,93             | 9,86             | 14,92            | 14,16            | 9,26             | 3,29             | −2,72            | −10,09           |                  |
| Норма опадів, мм                              | 110              | 78               | 100              | 87               | 104              | 90               | 94               | 88               | 95               | 99               | 111              | 111              |                  |
| Середньомісячна швидкість вітру, м/с          | 3.60             | 3.60             | 3.74             | 3.61             | 3.30             | 2.90             | 2.60             | 2.44             | 2.70             | 3.10             | 3.40             | 3.60             |                  |
| Середньомісячна сонячна радіація, кДж/м²·день | 5308             | 8509             | 12333            | 15403            | 18242            | 20298            | 20005            | 17760            | 13248            | 8544             | 5065             | 4182             |                  |
| --------------------------------------------- | ---------------- | ---------------- | ---------------- | ---------------- | ---------------- | ---------------- | ---------------- | ---------------- | ---------------- | ---------------- | ---------------- | ---------------- | ---------------- |
| Джерело:                                      |                  |                  |                  |                  |                  |                  |                  |                  |                  |                  |                  |                  |                  |